# Leon Boga
Leon Boga (cunoscut și ca Leonida T. Boga, Nida Boga; n. 15 ianuarie 1886, Veles, Macedonia – d. 1974, Vaslui) a fost un istoric și scriitor aromân.

## Biografie
Leonida T. Boga s-a născut la 15 ianuarie 1886 în orășelul Veles, Macedonia otomană (astăzi în Republica Macedonia de Nord).
A fost director al Arhivei Statului din Chișinău. În anul 1931, la propunerea lui Pantelimon Halippa, a fost apreciat pentru meritele sale în procesul unirii Basarabiei cu România.

## Studii și activitate didactică
A urmat școala primară în localitatea natală, mai întâi în limba greacă, apoi în română. Studiile medii le-a făcut la liceul românesc din Bitolia. Ulterior, a studiat istoria și geografia la București.
A lucrat ca profesor în diverse localități din România.

## Activitate militară și viață personală
A luptat în armata română în cel de-al Doilea Război Balcanic (1913) și în Primul Război Mondial (1916–1918). În timpul celui de-al doilea conflict a participat la luptele de la Nămoloasa și Mărășești, alături de alți voluntari aromâni din Macedonia.
În perioada interbelică a fost profesor la liceul "Alexandru Donici" din Chișinău. A locuit în București, pe strada Maior Racoțeanu, unde se întâlnea săptămânal cu studentul aromân Hristu Cândroveanu. După moartea soției, s-a mutat la Ploiești, la fiica sa Silvia, iar după moartea acesteia, la Vaslui, la fiul său, medicul Nicolae Boga. Vara se retrăgea la Mănăstirea Agapia, la maica Serafima Chirică, unde a fost vizitat în 1974 de Hristu Cândroveanu și profesorul universitar aromân Vasile Barba.
A încetat din viață în 1974, la spitalul din Vaslui.

## Operă
A debutat în literatură la revista lunară "Lumina" a liceului din Bitolia. A publicat rar în publicațiile aromânești și în calendarele asociațiilor studențești.
În limba aromână i-au apărut volumele: La hane (comedie în versuri), Revoluționarii (comedie) și Cîntițe (poeme). În limba română a publicat volumul Întomnare.
În domeniul istoriei a publicat studiile: Românii din Macedonia, Epir, Tesalia și Albania, Românii din Serbia și Bulgaria, precum și lucrări de genealogie moldovenească. A editat 20 de volume de Documente basarabene (1926–1936). În colaborare cu profesorul universitar Ioan Minea a publicat studiile: Despre Iane, mare ban de Craiova și Despre Mihai Viteazul.
Cea mai importantă lucrare a sa este epopeea în sonete Voshopolea, scrisă în aromână. În 1975, Hristu Cândroveanu i-a publicat primele 10 sonete în Antologie lirică aromână, cu transpunere în română. Cele patru caiete manuscris au fost publicate aproape în întregime de Hristu Cândroveanu și Kira Iorgoveanu în antologia lor din 1985, transpuse tot de Hristu Cândroveanu. Acesta a comparat capodopera lui Leon Boga cu Iliada lui Homer și cu Mahabharata.
Unele lucrări le-a semnat Leon Boga sau L. T. Boga, iar cele în aromână, Nida Boga, pseudonim pe care îl considera mai potrivit pentru limba maternă, după cum îi mărturisea lui Hristu Cândroveanu în 1950.